# The Monkees
The Monkees è stato un gruppo pop rock statunitense fondato nel 1965 a Los Angeles.

## Storia
Il gruppo nasce nel 1965, su idea del potente produttore discografico Don Kirshner; questi, come altri professionisti statunitensi del campo della musica, viene preso in contropiede dall'impatto della Beatlemania. Kirshner si circonda di giovani compositori come Neil Diamond, Tom Boyce, Bobby Hart e grazie ad una selezione pubblicizzata dai giornali trova i suoi quattro anti-Beatles, fotogenici e giovani: sono Mike Nesmith (voce e chitarra), Micky Dolenz (voce e batteria), Peter Tork (basso e voce) e Davy Jones (voce e percussioni).
L'esordio non fu in realtà come musicisti ma come attori: venne prodotta una serie di telefilm sulla falsariga dei film dei Beatles (A Hard Day's Night,  Helpǃ) che subito piacquero molto ai giovani statunitensi. I telefilm, trasmessi dalla NBC, divennero subito seguitissimi e furono il mezzo per pubblicizzare le canzoni del gruppo che era stato creato a tavolino per l'occasione.
Il primo album, The Monkees, venne pubblicato nell'ottobre 1966. Da qui iniziarono i successi: dal novembre 1966 al giugno 1967, le classifiche degli album presentarono regolarmente un loro disco al primo posto, in particolare il secondo More of the Monkees, che vide la luce nel gennaio 1967. La coppia Boyce-Hart scrisse per loro nel 1966 Monkees Theme, Stepping Stone e Last Train To Clarksville, che raggiunse la prima posizione nella Billboard Hot 100, mentre Neil Diamond scrisse I'm a Believer (sempre nel 1966) e John Stewart  compose Daydream Believer (1967), che raggiunse la prima posizione nella stessa Billboard Hot 100 per quattro settimane, oltre alla seconda posizione in Norvegia, la terza in Olanda, la quarta in Germania, la quinta nella Official Singles Chart, la settima in Austria e la decima in Svizzera. 
Di fatto, i quattro componenti del gruppo comparivano solo sulle foto di copertina dei dischi.
Dopo un intero anno di successi, i componenti del gruppo vollero dimostrare di potercela fare da soli: Mike Nesmith, dopo aver scritto Different Drum (1967) per Linda Ronstadt, chiese che i Monkees potessero scrivere e suonare il proprio materiale: nacque così il terzo album, Headquarters, pubblicato nel maggio 1967. Quest'ultimo lavoro non ebbe però il successo dei precedenti album. Nel novembre del 1967 uscì Pisces, Aquarius, Capricorn & Jones Ltd. che conteneva Pleasant Valley Sunday.
Gli LP del '67 iniziarono ad essere infarciti di intermezzi costituiti da spezzoni di dialoghi tra una canzone e l'altra. Quest'abitudine si acuì nei successivi lavori, in primis la colonna sonora del surreale film Head, interpretato dai Monkees nel dicembre 1968 per la regia di Bob Rafelson, sceneggiatore insieme a Jack Nicholson, dal sound tipicamente garage rock. Con Rafelson i Monkees realizzarono anche una serie televisiva, I Monkees, a fare da sfondo alle loro canzoni. Sempre nel 1968 uscì The Birds, The Bees & The Monkees.
Nel 1969 esce The Monkees Present, dove la vena country è evidente dal discreto utilizzo della chitarra acustica. In questo lavoro i Monkees rimangono in tre (Mike Nesmith, Micky Dolenz e Davy Jones), così come si evince dalle reinterpretazioni dell'album. Il successivo LP Changes esce nel 1970; la formazione è ridotta a soli due membri, Micky Dolenz e Davy Jones.
Mike Nesmith, dopo la hit country pop Joanne nel 1970, si dà alla produzione ad alta qualità tecnologica. Nel 1996 esce Justus, nel quale i quattro Monkees scrivono tutto il materiale, lo suonano, lo arrangiano e lo cantano.

## Formazione
- Mike Nesmith - voce e chitarra
- Micky Dolenz - voce e batteria
- Peter Tork - basso e voce
- Davy Jones - voce e percussioni

## Discografia

### Album

#### Album in studio
- 1966 - The Monkees
- 1967 - More of the Monkees
- 1967 - Headquarters
- 1967 - Pisces, Aquarius, Capricorn & Jones Ltd.
- 1968 - The Birds, The Bees & The Monkees
- 1968 - Head - colonna sonora
- 1969 - Instant Replay
- 1969 - The Monkees Present
- 1970 - Changes
- 1987 - Pool It!
- 1996 - Justus
- 2016 - Good Times!
- 2018 - Christmas Party

#### Album dal vivo
- 1987 - Live 1967
- 1987 - 20th Anniversary Tour 1986
- 2001 - 2001: Live in Las Vegas
- 2001 - Summer 1967: The Complete U.S. Concert Recordings
- 2003 - Live Summer Tour
- 2006 - Extended Versions
- 2020 - The Mike and Micky Show LIVE!

#### Album raccolta
- 1969 - The Monkees Greatest Hits
- 1970 - Golden Hits
- 1971 - Barrel Full of Monkees
- 1972 - Re-Focus
- 1976 - The Monkees
- 1976 - The Monkees Greatest Hits
- 1979 - Monkeemania (40 Timeless Hits)

#### Box set
- 2014 - The Monkees in Mono
- 2016 - Classic Album Collection

### Singoli
- 1966 - Last Train to Clarksville/Take a Giant Step
- 1966 - I'm a Believer/(I'm Not Your) Steppin' Stone
- 1967 - (Theme from) The Monkees/Mary, Mary
- 1967 - I Wanna Be Free/You Just May Be the One
- 1967 - Randy Scouse Git/Forget That Girl
- 1967 - A Little Bit Me, a Little Bit You/The Girl I Knew Somewhere
- 1967 - Pleasant Valley Sunday/Words
- 1967 - Daydream Believer/Goin' Down
- 1968 - Valleri/Tapioca Tundra
- 1968 - D. W. Washburn/It's Nice to Be With You
- 1968 - Mary, Mary/What Am I Doing Hangin' 'Round?
- 1968 - Porpoise Song/As We Go Along
- 1969 - Tear Drop City/A Man Without a Dream
- 1969 - Someday Man/Listen to the Band
- 1969 - Listen to the Band/Someday Man
- 1969 - Good Clean Fun/Mommy and Daddy
- 1970 - Oh My My/I Love You Better
- 1971 - Do It in the Name of Love/Lady Jane
- 1976 - Christmas Is My Time of Year/White Christmas
- 1986 - That Was Then, This Is Now/(Theme From) The Monkees
- 1986 - Daydream Believer (remix)/Randy Scouse Git
- 1987 - Heart and Soul/MGBGT
- 1987 - Every Step of the Way/(I'll) Love You Forever
- 2016 - She Makes Me Laugh
- 2016 - You Bring the Summer
- 2016 - Me & Magdalena

### EP
- 1967 - The Monkees
- 1967 - More of the Monkees